# Chusclan
Chusclan és un municipi francès, situat al departament del Gard i a la regió d'Occitània. En aquest municipi hi ha antics reactors nuclears de la Central Nuclear de Marcoule.